# Euryxaenapta rondoni
Euryxaenapta rondoni là một loài bọ cánh cứng trong họ Cerambycidae.